# Dereon Seabron
Dereon Seabron (ur. 26 maja 2000 w Norfolk) – amerykański koszykarz, występujący na pozycji rzucającego obrońcy, obecnie zawodnik New Orleans Pelicans oraz zespołu Birmingham Squadron z G-League.

## Osiągnięcia
Stan na 22 stycznia 2023, na podstawie, o ile nie zaznaczono inaczej.
NCAA
- Laureat nagrody – największy postęp konferencji Atlantic Coast (ACC – 2022)
- Zaliczony do II składu ACC (2022)
- Zawodnik tygodnia ACC (15.11.2021, 6.12.2021)
- Najlepszy pierwszoroczny zawodnik tygodnia konferencji ACC (8.03.2021)